# Михайловка (Тетиевская городская община)
Михайловка (укр. Михайлівка) — село, входит в Белоцерковский район Киевской области Украины.
Население по переписи 2001 года составляло 325 человек. Почтовый индекс — 09821. Телефонный код — 4560. Занимает площадь 1,579 км². Код КОАТУУ — 3224684601.

## Местный совет
09821, Київська обл., Тетіївський р-н, с.Михайлівка